# 人民陣線
人民阵线是1930年代中期开始出现的由不同性质的政治团体组成的广泛联盟，通常由共产党和社会民主党组成，有时还包括自由派、中间派。
并非所有名称中有“人民阵线”字样的组织都是符合上述定义的政治集团。

## 历史

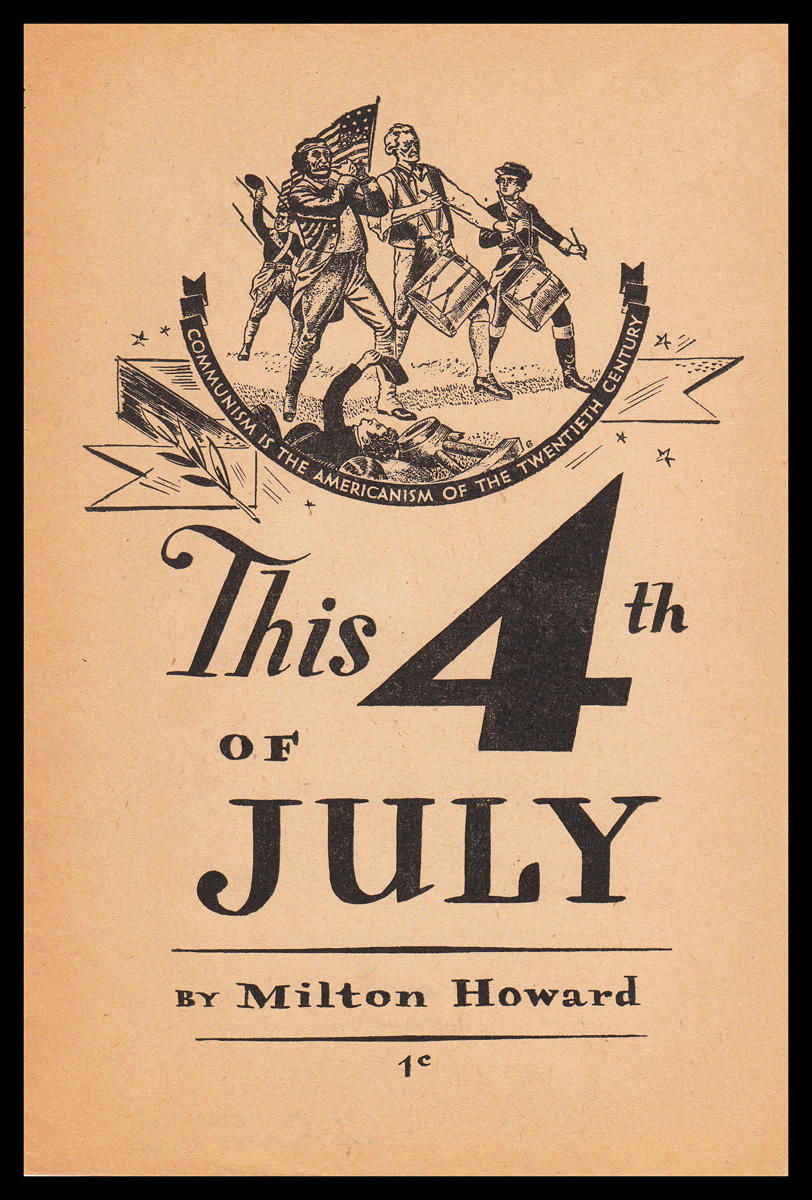
人民阵线时期美国共产主义宣传小册子的封面，写着一句口号：“共产主义是20世纪的美国精神”。

1933年2月，德国纳粹党上台执政。共产国际即提出“法西斯就意味着战争”。1934年国会纵火案嫌犯季米特洛夫当选共产国际总书记。1934年共产国际即提出了人民阵线，代替了极左的“第三时期”理论。该理论把处决工运领袖的社民党称作“社会法西斯”。 1934年5月《真理报》发表文章，提出共产党与社会民主党合作。1934年6月，中左的工人国际法国支部的莱昂·布鲁姆1934年6月与法国共产党、1934年10月与中右的激進黨签署合作协议。1935年5月，签订《苏法互助条约》。1935年7月20日召开共产国际七大，决定政策彻底转向，在各国推动“反法西斯反战人民阵线”，联合一切反法西斯力量团结起来，遏制法西斯国家发动世界大战。随后，人民阵线在法国、西班牙、中国取得了成功。1936年5月，法国人民阵线赢得大选（378席对220席），莱昂·布鲁姆组建政府。英國國民政府虽然是左中右大联合政府，但政治上不够成功。在意大利，意大利社会党拒绝与意大利共产党结盟共同反对法西斯。在美国，美国共产党坚决支持富兰克林·罗斯福的新政，提出“跟着罗斯福走，一切服从罗斯福”的口号，表现极为民粹主義，被称为“白劳德主义”。
共产国际“七大”后，“人民”作为政治概念开始被各国共产党广泛使用。1935年12月，毛泽东在《论反对日本帝国主义的策略》指出：“我们的政府不但是代表工农的，而且是代表民族的。这个意义，是在工农民主共和国的口号里原来就包括了的，因为工人、农民佔了全民族人口的百分之八十至九十……但是现在的情况，使得我们要把这个口号改变一下，改变为人民共和国。这是因为日本侵略的情况变动了中国的阶级关系，不但小资产阶级，而且民族资产阶级，有了参加抗日斗争的可能性。”这是《毛泽东选集》中首次使用“人民”一词。这以后，中共开始大量使用“人民”这一概念。随后的红军出陕北东征战役中，1936年3月1日，彭德怀与毛泽东以总司令、总政治委员名义签发《中国人民红军抗日先锋军布告》，不再使用中国工农红军名称。

## 人民阵线列表

### 非共产主义国家的人民阵线

#### 现存
- 人民阵线 (厄瓜多尔)
- 新人民阵线（法国）
- 广泛阵线 (乌拉圭)
- 争取正义、生活和自由广泛阵线（秘鲁）
- 巴勒斯坦解放组织
- 三方联盟（南非）
- 西蒙·玻利瓦尔大爱国极点（委内瑞拉）
- 印度国家发展包容性联盟
- 劳动和自由联盟（土耳其）
- 左翼 (波兰)
- 汇总（西班牙）
- 为了智利团结

#### 已消亡
- 人民阵线 (芬兰)
- 人民阵线 (英国)
- 人民阵线 (法国)
- 人民阵线 (西班牙)
- 人民阵线 (布基纳法索)
- 人民阵线 (智利)
- 人民民主阵线 (印度尼西亚)
- 人民民主阵线 (意大利)
- 人民团结 (智利)
- 全国进步阵线 (伊拉克)
- 全国进步阵线 (叙利亚)
- 祖國統一民主主義戰線（朝鲜）
- 联合进步联盟（印度）
- 和人民力量（巴西）
- 争取实现革命目标人民阵线（突尼斯）
- 柬埔寨民族统一阵线
- 柬埔寨爱国、民主、民族大团结阵线
- 大联盟 (孟加拉国)
- 新疆民众反帝联合会

### 苏联解体前的人民阵线
苏联解体前，各加盟共和国和自治共和国纷纷成立以自由主义公共知识分子为主的各种人民阵线
。
| 加盟共和国                          | 主要民族主义运动（创建日期）           |
| ----------------------------------- | -------------------------------------- |
| 俄罗斯苏维埃联邦社会主义共和国      | 民主俄罗斯（1990年）                   |
| 乌克兰苏维埃社会主义共和国          | 烏克蘭人民運動（1988年11月）           |
| 白俄罗斯苏维埃社会主义共和国        | 白俄罗斯人民阵线（1988年10月）         |
| 乌兹别克苏维埃社会主义共和国        | 团结（1988年11月）                     |
| 哈萨克苏维埃社会主义共和国          | 内华达-塞米巴拉金斯克运动（1989年2月） |
| 格鲁吉亚苏维埃社会主义共和国        | 救国委员会（1989年10月）               |
| 阿塞拜疆苏维埃社会主义共和国        | 阿塞拜疆人民阵线党（1988年7月）        |
| 立陶宛苏维埃社会主义共和国          | 立陶宛改革运动（1988年6月）            |
| 摩尔达维亚苏维埃社会主义共和国      | 摩尔多瓦人民阵线（1989年5月）          |
| 拉脱维亚苏维埃社会主义共和国        | 拉脱维亚人民阵线（1988年7月）          |
| 吉尔吉斯苏维埃社会主义共和国        | 公开性（1989年7月）                    |
| 塔吉克苏维埃社会主义共和国          | 公开性（1989年6月）                    |
| 亚美尼亚苏维埃社会主义共和国        | 卡拉巴赫委员会（1988年2月）            |
| 土库曼苏维埃社会主义共和国          | 团结（1990年1月）                      |
| 爱沙尼亚苏维埃社会主义共和国        | 爱沙尼亚人民阵线（1988年4月）          |
| 自治共和国                          | 主要民族主义运动（创建日期）           |
| 韃靼蘇維埃社會主義自治共和國        | 全鞑靼公共中心（1989年2月）            |
| 車臣-印古什蘇維埃社會主義自治共和國 | 车臣人全民族大会（1990年11月）         |
| 阿布哈茲蘇維埃社會主義自治共和國    | 民族论坛“团结”（1988年12月）           |

### 共产主义国家的国家阵线

#### 现存
- 越南社会主义共和国：越南祖国阵线
- 老挝人民民主共和国：老挝建国阵线

#### 已消亡
- 阿尔巴尼亚社会主义人民共和国：阿尔巴尼亚民主阵线（前身是民族解放运动）
- 阿富汗民主共和国：民族阵线
- 保加利亚人民共和国：祖国阵线
- 捷克斯洛伐克社会主义共和国：民族阵线
- 德意志民主共和国：党派和群众组织民主集团、德意志民主共和国全国阵线
- 匈牙利人民共和国：匈牙利独立人民阵线（前身是匈牙利阵线和匈牙利民族独立阵线）、爱国人民阵线
- 柬埔寨人民共和国：柬埔寨救国民族团结阵线
- 波兰人民共和国：民主集团、民族團結陣線、民族复兴爱国运动
- 罗马尼亚社会主义共和国：人民民主阵线、社会主义民主团结阵线
- 苏维埃社会主义共和国联盟：共产主义者和无党派人士集团
- 南斯拉夫社会主义联邦共和国：南斯拉夫劳动人民社会主义联盟（前身是统一人民解放阵线）

## 扩展阅读
- Graham,  Helen, and Paul Preston, eds. The Popular Front in Europe (1989).
- Haslam, Jonathan. "The Comintern and the Origins of the Popular Front 1934–1935." Historical Journal 22#3 (1979): pp.673-691.
- Horn, Gerd-Rainer. European Socialists Respond to Fascism: Ideology, Activism and Contingency in the 1930s. (Oxford University Press, 1997).
- Mates, Lewis.  "The United Front and the Popular Front in the North-east of England, 1936-1939." （页面存档备份，存于） PhD dissertation, 2002.
- Priestland, David. The Red Flag: A History of Communism (2010), pp.182-233.
- Vials, Christopher. Haunted by Hitler: Liberals, the Left, and the Fight against Fascism in the United States. (University of Massachusetts Press, 2014).